# Eurodryas aurinia
Eurodryas aurinia är en fjärilsart som beskrevs av S.A. von Rottemburg 1775. Eurodryas aurinia ingår i släktet Eurodryas och familjen praktfjärilar. Inga underarter finns listade i Catalogue of Life.